# Megan Charpentier
Megan Charpentier (* 26. Mai 2001 in New Westminster, British Columbia) ist eine kanadische Schauspielerin.

## Leben
Megan Charpentier gab ihr Schauspieldebüt im Alter von sechs Jahren in der Fernsehserie Painkiller Jane. Danach folgten kleine Rollen in diversen Fernsehfilmen und Gastauftritte in weiteren Fernsehserien wie Fringe – Grenzfälle des FBI, Psych sowie Supernatural und Motive. Zwischenzeitlich war sie in den Filmen Jennifer’s Body – Jungs nach ihrem Geschmack und Red Riding Hood – Unter dem Wolfsmond als jüngere Version des Charakters zu sehen, der in beiden Filmen von Amanda Seyfried dargestellt wurde. Als Red Queen im Kinofilm Resident Evil: Retribution erlangte sie im Jahr 2012 größere Bekanntheit, ehe sie 2013 als Victoria in Mama einem noch breiteren Publikum bekannt wurde.
Im Jahr 2017 war sie unter anderem neben Sam Worthington als dessen Filmtochter Kate Phillips im Filmdrama Die Hütte – Ein Wochenende mit Gott zu sehen. Zudem spielt sie in der Neuverfilmung von Stephen Kings Es die für den Film neu entwickelte Rolle der Gretta.
Ihre jüngere Schwester ist Genea Charpentier, die ebenfalls als Schauspielerin tätig ist.

## Filmografie (Auswahl)

### Filme
- 2008: The Mrs. Clause (Fernsehfilm)
- 2009: Storm Seekers (Fernsehfilm)
- 2009: Jennifer’s Body – Jungs nach ihrem Geschmack (Jennifer’s Body)
- 2011: Red Riding Hood – Unter dem Wolfsmond (Red Riding Hood)
- 2012: Resident Evil: Retribution
- 2013: The Old Woman in the Woods (Kurzfilm)
- 2013: Mama
- 2013: Profile for Murder (Fernsehfilm)
- 2014: Der Spiele-Erfinder (The Games Maker)
- 2014: Rattlesnake (Kurzfilm)
- 2014: Grumpy Cat’s Worst Christmas Ever (Fernsehfilm)
- 2015: Signed, Sealed, Delivered: Truth Be Told (Fernsehfilm)
- 2015: Signed, Sealed, Delivered: The Impossible Dream (Fernsehfilm)
- 2016: Operation Christmas (Fernsehfilm)
- 2017: Die Hütte – Ein Wochenende mit Gott (The Shack)
- 2017: Es (It)
- 2019: Es Kapitel 2 (It Chapter Two)
- 2022: Dangerous Game –The Legacy Murders
- 2024: The Island Between Tides

### Serien
- 2007: Painkiller Jane (Episode 1x16)
- 2007: Aliens in America (Episode 1x04)
- 2009: The Guard (Episode 2x09)
- 2009: Fringe – Grenzfälle des FBI (Fringe, Episode 2x06)
- 2010: R. L. Stine’s The Haunting Hour (Episoden 1x01–1x02)
- 2010: Psych (Episode 5x16)
- 2012: Supernatural (Episode 7x18)
- 2014: Motive (Episode 2x04)
- 2019: See: Reich der Blinden (See, Episode 1x03)
- 2024: Sight Unseen (Episode 1x09)